# Línea Toei Shinjuku
La línea Toei Shinjuku (都営新宿線 Shinjuku-sen?) es una línea del metro de Tokio, que da servicio a su zona metropolitana, perteneciendo a la red gestionada por el Buró de transporte de Tokio. Se encuentra entre la estación Motoyawata en Ichikawa, Prefectura de Chiba, en el este y la estación de Shinjuku en Shinjuku, en el oeste. En los mapas y carteles, la línea se muestra en color verde, y las estaciones llevan la letra "S" seguida de dos dígitos. Su número de planificación de línea es el 10.

## Historia
La primera fase de línea fue inaugurada en el 21 de diciembre de 1978 entre las estaciones Iwamotochō y Higashi-Ojima. En el 16 de marzo de 1980, la línea fue extendido de Iwamotochō a la Estación de Shinjuku; un servicio recíproco a la Línea Keiō a través de la línea Keiō Shinsen fue inaugurada al tiempo mismo. Entre los años 1983 y 1989, la línea fue extendido al este de la estación Higashi-Ojima; una extensión a la estación Funabori fue inaugurado en el 23 de diciembre de 1983, y este extensión fue extendido de Funabori a la estación Shinozaki abrió en el 14 de septiembre de 1986. Se completó la línea cuando una extensión de Shinozaki a la estación Motoyawata abrió en el 19 de marzo de 1989.

## Estaciones
- Trenes expresos tienen paradas a las estaciones que son marcados como un "●"; trenes locales tienen paradas a todas de las estaciones. Estos trenes tienen una recorrida entre la estación Motoyawata y la estación Hashimoto en la Línea Sagamihara de la compañía Keiō a través de la línea Keiō Shinsen y la Línea Keiō.
- En los fines del semana, hay dos trenes que conectan la línea Shinjuku con la estación Takaosanguchi de la línea Takao y un tren que termina a la estación Tama-Dōbutsukōen de la Línea Keiō Dōbutsuen.

| Código | Estación | Japonés | Longitud (km)                                                                                                  | Longitud (km)                                                                                                  | Servicio expreso                                                                                               | Transferencias | Ubicación | Ubicación |
| Código | Estación | Japonés | Entre estaciones                                                                                               | Total | Servicio expreso                                                                                               | Transferencias | Ubicación | Ubicación |
| Servicio recíproco a Hashimoto y Takaosanguchi a través de las líneas Keiō (Keiō Shinsen), Sagamihara, y Takao | Servicio recíproco a Hashimoto y Takaosanguchi a través de las líneas Keiō (Keiō Shinsen), Sagamihara, y Takao | Servicio recíproco a Hashimoto y Takaosanguchi a través de las líneas Keiō (Keiō Shinsen), Sagamihara, y Takao | Servicio recíproco a Hashimoto y Takaosanguchi a través de las líneas Keiō (Keiō Shinsen), Sagamihara, y Takao | Servicio recíproco a Hashimoto y Takaosanguchi a través de las líneas Keiō (Keiō Shinsen), Sagamihara, y Takao | Servicio recíproco a Hashimoto y Takaosanguchi a través de las líneas Keiō (Keiō Shinsen), Sagamihara, y Takao | Servicio recíproco a Hashimoto y Takaosanguchi a través de las líneas Keiō (Keiō Shinsen), Sagamihara, y Takao | Servicio recíproco a Hashimoto y Takaosanguchi a través de las líneas Keiō (Keiō Shinsen), Sagamihara, y Takao | Servicio recíproco a Hashimoto y Takaosanguchi a través de las líneas Keiō (Keiō Shinsen), Sagamihara, y Takao |
| --- | --- | --- | --- | --- | --- | --- | --- | --- |
| S-01 | Shinjuku | 新宿 | - | 0,0 | ● | - Línea Marunouchi (M-08) - Línea Toei Ōedo (E-27, Shinjuku-Nishiguchi: E-01) - Línea Chūō (Rápida) - Línea Chūō-Sōbu - Línea Yamanote - Línea Saikyō - Línea Shōnan-Shinjuku - Línea Odakyū Odawara - Línea Keiō, Keiō Shinsen - Línea Seibu Shinjuku | Shinjuku | Tokio |
| S-02 | Shinjuku-Sanchōme                                                                                              | 新宿三丁目 | 0,8 | 0,8 | ｜ | - Línea Marunouchi (M-09) - Línea Fukutoshin (F-13) | Shinjuku | Tokio |
| S-03 | Akebonobashi                                                                                                   | 曙橋 | 1,5 | 2,3 | ｜ | | Shinjuku | Tokio |
| S-04 | Ichigaya | 市ケ谷 | 1,4 | 3,7 | ● | - Línea Yurakuchō (Y-14) - Línea Namboku (N-09) - Línea Chūō-Sōbu | Chiyoda | Tokio |
| S-05 | Kudanshita | 九段下 | 1,3 | 5,0 | ｜ | - Línea Hanzōmon (Z-06) - Línea Tōzai (T-07) | Chiyoda | Tokio |
| S-06 | Jimbochō | 神保町 | 0,6 | 5,6 | ● | - Línea Toei Mita (I-10) - Línea Hanzōmon (Z-07) | Chiyoda | Tokio |
| S-07 | Ogawamachi | 小川町 | 0,9 | 6,5 | ｜ | - Línea Marunouchi (Awajichō: M-19) - Línea Chiyoda (Shin-Ochanomizu: C-12) | Chiyoda | Tokio |
| S-08 | Iwamotochō | 岩本町 | 0,8 | 7,3 | ｜ | - Línea Hibiya (Akihabara: H-15) - Línea Chūō-Sōbu (Akihabara) - Línea Yamanote (Akihabara) - Línea Keihin-Tōhoku (Akihabara) - Tsukuba Express (Akihabara: 01)                                                                                        | Chiyoda | Tokio |
| S-09 | Bakuro-Yokoyama                                                                                                | 馬喰横山 | 0,8 | 8,1 | ● | - Línea Toei Asakusa (Higashi-Nihombashi: A-15) - Línea Sōbu (Rápida) (Bakurochō) | Chūō | Tokio |
| S-10 | Hamachō | 浜町 | 0,6 | 8,7 | ｜ | | Chūō | Tokio |
| S-11 | Morishita | 森下 | 0,8 | 9,5 | ● | Línea Toei Ōedo (E-13) | Kōtō | Tokio |
| S-12 | Kikugawa | 菊川 | 0,8 | 10,3 | ｜ | | Sumida | Tokio |
| S-13 | Sumiyoshi | 住吉 | 0,9 | 11,2 | ｜ | Línea Hanzōmon (Z-12) | Kōtō | Tokio |
| S-14 | Nishi-Ōjima | 西大島 | 1,0 | 12,2 | ｜ | | Kōtō | Tokio |
| S-15 | Ōjima | 大島 | 0,7 | 12,9 | ● | | Kōtō | Tokio |
| S-16 | Higashi-Ōjima                                                                                                  | 東大島 | 1,2 | 14,1 | ｜ | | Kōtō | Tokio |
| S-17 | Funabori | 船堀 | 1,7 | 15,8 | ● | | Edogawa | Tokio |
| S-18 | Ichinoe | 一之江 | 1,7 | 17,5 | ｜ | | Edogawa | Tokio |
| S-19 | Mizue | 瑞江 | 1,7 | 19,2 | ｜ | | Edogawa | Tokio |
| S-20 | Shinozaki | 篠崎 | 1,5 | 20,7 | ｜ | | Edogawa | Tokio |
| S-21 | Motoyawata | 本八幡 | 2,8 | 23,5 | ● | - Línea Chūō-Sōbu - Línea Keisei (Keisei Yawata) | Ichikawa | Prefectura de Chiba                                                                                            |

1. ↑  La Estación de Shinjuku es la propiedad de la compañía Keiō.
2. ↑  No hay una transferencia directa entre las estaciones Akihabara y Iwamotochō.